# باك تو ذا فيوتشر (لعبة فيديو 1985)
باك تو ذا فيوتشر (بالإنجليزية: Back to the Future)‏، هي الجزء الأول من سلاسل ألعاب الفيديو، من تطوير ستوديو سوفتوير إيميجز البريطانية، ومن نشر إلكتريك دريمز سوفتوير سنة 1985م، حيث تعمل لأنظمة ألعاب الفيديو الثلاث وهي: أمستراد سي بي سي وكومودور 64 وزد اكس سبكتروم، وهي مستوحاة من الفيلم الأمريكي الشهير العودة إلى المستقبل.

## وصلة خارجية
- قالب:Lemon64 game
- صفحة اللعبة في موقع موبي غيمز